# Fujiwara no Momokawa
Fujiwara no Momokawa (藤原百川, , 732 - 779)  foi um nobre membro da Corte do período Nara da história do Japão. Membro do ramo Shikike  do Clã Fujiwara.  Seu nome original era Odamaro (雄田麻呂).

## Vida
Momokawa era filho de Fujiwara no Umakai ; sua mãe era Kume no Wakame . Tinha sete irmãos (incluindo Hirotsugu).
Momokawa era casado com Fujiwara no Moroane, filha de Fujiwara no Yoshitsugu, um nobre do período Nara. 
Fujiwara no Otsugu (774-843)   e Fujiwara no Tsugunari (779-842) foram seus filhos. 
Fujiwara no Tabiko (759-788), e Fujiwara no Tarashiko (? -794) foram suas filhas. 
Tabiko tornou-se consorte do Imperador Kammu com o qual tiveram o Príncipe Ōtomo, que se tornou o Imperador Junna. Durante o reinado de Junna, ela foi chamada de a imperatriz viúva.
Tarashiko foi esposa do Imperador Heizei . Ela morreu em 794 durante a transferência da capital imperial para Heian-kyo . Em 806, ela recebeu o título póstumo de Kogo (primeira esposa) quando Heizei foi entronizado. 

## Carreira
Momokawa foi ministro durante os reinados da Imperatriz Koken/Shōtoku e do Imperador Konin.
Em 770 ( no oitavo mês do quarto ano de Jingo-keiun), quando a Imperatriz Shōtoku morreu sem ter nomeado um herdeiro, Momokawa que neste ano foi promovido a Sangi teve um papel importante na entronização do Imperador Konin.
Em 773 ( no quarto ano de Hoki ), Momokawa foi advogado-chefe (Daigaku-no-kami),  quando Yamabe (futuro Imperador Kammu), foi nomeado príncipe e herdeiro de Konin.
Em 28 de agosto de 779 ( no sétimo mês do décimo ano de Hoki), Momkawa morreu aos 47 anos.
| Precedido por Fujiwara no Yoshitsugu | -- 3º Líder do Shikike Fujiwara (777-779) | Sucedido por Fujiwara no Tanetsugu |
| Precedido por —                      | Daigaku-no-kami (773 - 779)               | Sucedido por —                     |